# Canottaggio ai Giochi della XXVIII Olimpiade - 4 di coppia maschile
Il 4 di coppia maschile dei Giochi della XXVIII Olimpiade si è svolto tra il 15 e il 22 agosto 2004.

## Batterie
Hanno partecipato alle batterie di qualificazione 13 equipaggi, suddivisi in 3 batterie: i primi tre di ogni batteria sono passati direttamente alle semifinali, mentre gli altri hanno effettuato i ripescaggi.
15 agosto 2004
| Posizione | Atleta      | Paese                                                           | Tempo      |
| --------- | ----------- | --------------------------------------------------------------- | ---------- |
| 1         | Germania    | André Willms, Stefan Volkert, Marco Geisler e Robert Sens       | 5:43.17 SF |
| 2         | Estonia     | Oleg Vinogradov, Igor Kuzmin, Andrei Šilin e Andrei Jämsä       | 5:45.56 SF |
| 3         | Australia   | Scott Brennan, David Crawshay, Duncan Free e Shaun Coulton      | 5:46.32 SF |
| 4         | Stati Uniti | Ben Holbrook, Brett Wilkinson, Sloan Duross e Kent Smack        | 5:50.61 R  |
| 5         | Svizzera    | Simon Stürm, Christian Stofer, Olivier Gremaud e Florian Stofer | 6:20.67 R  |

| Posizione | Atleta  | Paese                                                                 | Tempo      |
| --------- | ------- | --------------------------------------------------------------------- | ---------- |
| 1         | Polonia | Adam Bronikowski, Marek Kolbowicz, Slalowmir Kruszkowski e Adam Korol | 5:41.98 SF |
| 2         | Russia  | Sergej Fedorovcev, Igor' Kravcov, Aleksej Svirin e Nikolaj Spinëv     | 5:43.77 SF |
| 3         | Italia  | Alessandro Corona, Simone Venier, Federico Gattinoni e Simone Raineri | 5:45.84 SF |
| 4         | Francia | Xavier Philippe, Cédric Berrest, Jonathan Coeffic e Frédéric Perrier  | 5:50.74 R  |

| Posizione | Atleta        | Paese                                                                   | Tempo      |
| --------- | ------------- | ----------------------------------------------------------------------- | ---------- |
| 1         | Rep. Ceca     | David Kopřiva, Tomáš Karas, Jakub Hanák e David Jirka                   | 5:40.83 SF |
| 2         | Ucraina       | Serhij Hryn', Serhij Bilouščenko, Oleh Lykov e Leonid Šapošnikov        | 5:43.23 SF |
| 3         | Bielorussia   | Valeryj Radzevič, Stanislaŭ Ščarbačėnja, Pavel Šurmej e Andrėj Pljaškoŭ | 5:46.80 SF |
| 4         | Gran Bretagna | Simon Cottle, Alan Campbell, Peter Gardner e Peter Wells                | 5:54.69 R  |

## Ripescaggi
I primi 3 equipaggi si sono qualificati per le semifinali.
17 agosto
| Posizione | Atleta        | Paese                                                                | Tempo      |
| --------- | ------------- | -------------------------------------------------------------------- | ---------- |
| 1         | Stati Uniti   | Ben Holbrook, Brett Wilkinson, Sloan Duross e Kent Smack             | 5:46.54 SF |
| 2         | Svizzera      | Simon Stürm, Christian Stofer, Olivier Gremaud e Florian Stofer      | 5:47.94 SF |
| 3         | Gran Bretagna | Simon Cottle, Alan Campbell, Peter Gardner e Peter Wells             | 5:48.65 SF |
| 4         | Francia       | Xavier Philippe, Cédric Berrest, Jonathan Coeffic e Frédéric Perrier | 5:50.83    |

## Semifinali
I primi tre equipaggi delle semifinali si sono qualificati per la finale A, gli altri hanno invece disputato la finale B.
19 agosto 2004
| Posizione | Atleta        | Paese                                                                 | Tempo      |
| --------- | ------------- | --------------------------------------------------------------------- | ---------- |
| 1         | Polonia       | Adam Bronikowski, Marek Kolbowicz, Slalowmir Kruszkowski e Adam Korol | 5:42.63 FA |
| 2         | Germania      | André Willms, Stefan Volkert, Marco Geisler e Robert Sens             | 5:42.85 FA |
| 3         | Ucraina       | Serhij Hryn', Serhij Bilouščenko, Oleh Lykov e Leonid Šapošnikov      | 5:44.00 FA |
| 4         | Australia     | Scott Brennan, David Crawshay, Duncan Free e Shaun Coulton            | 5:45.45 FB |
| 5         | Italia        | Alessandro Corona, Simone Venier, Federico Gattinoni e Simone Raineri | 5:47.38 FB |
| 6         | Gran Bretagna | Simon Cottle, Alan Campbell, Peter Gardner e Peter Wells              | 5:48.52 FB |

| Posizione | Atleta      | Paese                                                                   | Tempo      |
| --------- | ----------- | ----------------------------------------------------------------------- | ---------- |
| 1         | Rep. Ceca   | David Kopřiva, Tomáš Karas, Jakub Hanák e David Jirka                   | 5:42.73 FA |
| 2         | Russia      | Sergej Fedorovcev, Igor' Kravcov, Aleksej Svirin e Nikolaj Spinëv       | 5:44.08 FA |
| 3         | Bielorussia | Valeryj Radzevič, Stanislaŭ Ščarbačėnja, Pavel Šurmej e Andrėj Pljaškoŭ | 5:44.70 FA |
| 4         | Estonia     | Oleg Vinogradov, Igor Kuzmin, Andrei Šilin e Andrei Jämsä               | 5:44.90 FB |
| 5         | Stati Uniti | Ben Holbrook, Brett Wilkinson, Sloan Duross e Kent Smack                | 5:46.65 FB |
| 6         | Svizzera    | Simon Stürm, Christian Stofer, Olivier Gremaud e Florian Stofer         | 5:48.74 FB |

## Finali
22 agosto 2004
| Posizione | Atleta      | Paese                                                                   | Tempo   |
| --------- | ----------- | ----------------------------------------------------------------------- | ------- |
|           | Russia      | Sergej Fedorovcev, Igor' Kravcov, Aleksej Svirin e Nikolaj Spinëv       | 5:56.85 |
|           | Rep. Ceca   | David Kopřiva, Tomáš Karas, Jakub Hanák e David Jirka                   | 5:57.43 |
|           | Ucraina     | Serhij Hryn', Serhij Bilouščenko, Oleh Lykov e Leonid Šapošnikov        | 5:58.87 |
| 4         | Polonia     | Adam Bronikowski, Marek Kolbowicz, Slalowmir Kruszkowski e Adam Korol   | 5:58.94 |
| 5         | Germania    | André Willms, Stefan Volkert, Marco Geisler e Robert Sens               | 6:07.04 |
| 6         | Bielorussia | Valeryj Radzevič, Stanislaŭ Ščarbačėnja, Pavel Šurmej e Andrėj Pljaškoŭ | 6:09.33 |

21 agosto 2004
| Posizione | Atleta        | Paese                                                                 | Tempo   |
| --------- | ------------- | --------------------------------------------------------------------- | ------- |
| 1         | Australia     | Scott Brennan, David Crawshay, Duncan Free e Shaun Coulton            | 6:02.31 |
| 2         | Svizzera      | Simon Stürm, Christian Stofer, Olivier Gremaud e Florian Stofer       | 6:04.53 |
| 3         | Estonia       | Oleg Vinogradov, Igor Kuzmin, Andrei Šilin e Andrei Jämsä             | 6:05.11 |
| 4         | Italia        | Alessandro Corona, Simone Venier, Federico Gattinoni e Simone Raineri | 6:06.91 |
| 5         | Stati Uniti   | Ben Holbrook, Brett Wilkinson, Sloan Duross e Kent Smack              | 6:07.83 |
| 6         | Gran Bretagna | Simon Cottle, Alan Campbell, Peter Gardner e Peter Wells              | 6:07.87 |